# Najla Mohamed-Lamin
Najla Mohamed-Lamin (arabisch نجلاء محمد الأمين, DMG Naǧlāʾ Muḥammad al-Amīn; geb. 1989) ist eine sahrauische Menschenrechtsaktivistin und Lehrerin. Sie kämpft für Frauenrechte und Umweltfragen. Sie hat das Almasar Library Centre gegründet, wo Frauen und Kinder in den Sahrawi Refugee Camps zu Fragen des Klimawandels unterrichtet werden.

## Leben
Mohamed-Lamins Familie stammte ursprünglich aus Al Mahbes, Westsahara, floh jedoch nach dem Ausbruch des Westsaharakonfliktes 1975 aus dem Land. Der Krieg wurde vor allem von der Frente Polisario, zu der viele Verwandte von Mohamed-Lamin gehörten, und der Marokkanischen Armee geführt. Mohamed-Lamin wurde in Smara geboren und wuchs in dem größten der Sahrawi refugee camps in der Provinz Tindūf von Algerien auf. Sie ist eines von zwölf Kindern.
Mohamed-Lamin ging in Smara zur Schule, musste diese jedoch im Alter von 14 Jahren abbrechen, als ihre Mutter krank wurde. Mohamed-Lamin wuchs mit Arabisch auf und lernte aufgrund des früheren Status der Westsahara als spanische Kolonie auch Spanisch. Als sie 17 war, wurde in Smara das Essalam English Centre eröffnet und sie lernte dort fließend Englisch. Mohamed-Lamin arbeitete gelegentlich als Dolmetscherin für spanisch- und englischsprachige Delegationen, welche die Lager besuchten.
Einige der Delegierten organisierten eine Spendenaktion, um Mohamed-Lamin bei ihrem Ziel zu unterstützen, im Ausland ausgebildet zu werden. Sie besuchte das Whatcom Community College in Bellingham, Washington, wo sie Nachhaltige Entwicklung und Frauenstudien studierte. Sie schloss ihr Studium 2018 mit einem Associate of Applied Science Transfer Degree ab.
Mohamed-Lamin engagierte sich bereits im Teenageralter politisch. Sie wurde Mitglied der Sahrawi Youth Union und vertrat die Organisation im Ausland, unter anderem auf dem 38. Kongress der Jugendorganisation der Schwedendemokraten im Jahr 2015, bei welchem der damalige schwedische Ministerpräsident Stefan Löfven die Unterstützung des Landes für die Selbstbestimmung der Sahrauis bekräftigte. Während ihres Aufenthalts in den USA war Mohamed-Lamin Vizepräsidentin der Sahrawi Association in den USA.
Nach ihrer Rückkehr nach Smara gründete Mohamed-Lamin das Almasar Library Centre mit dem Ziel, sahrauische Frauen und Kinder über Umweltthemen aufzuklären. Darüber hinaus wurden Ressourcen für die frühkindliche Bildung bereitgestellt, darunter Lesemöglichkeiten, sowie Gesundheitskliniken für Frauen, die auch Brustkrebsvorsorgeuntersuchungen anbieten. Über Almasar unterstützte Mohamed-Lamin über 200.000 Flüchtlinge bei der Bewältigung von Problemen der Wasser- und Nahrungsmittelknappheit als Reaktion auf den Klimawandel in der Sahara.
Neben ihrem Umweltaktivismus unterstützte Mohamed-Lamin die Selbstbestimmung der Sahrauis. Sie kritisierte westliche Länder und deren Medien für ihr Schweigen zu den Problemen der Westsahara nach dem Ende des Waffenstillstands (خطة التسوية‎, Chittat at-Taswiya; Plan de Arreglo) zwischen der Frente Polisario und Marokko im Jahr 2020, insbesondere im Vergleich zu anderen Konflikten wie der russischen Invasion in der Ukraine. Mohamed-Lamins Brüder und ihr Vater schlossen sich nach dem Ende des Waffenstillstands der Sahrauisischen Volksbefreiungsarmee (جيش التحرير الشعبي الصحراوي‎, Dschaisch at-Tahrīr asch-Schaʿbī as-Sahrāwī; Ejército de Liberación Popular Saharaui, ELPS/ELP) an und ihr Bruder war der einzige Überlebende eines marokkanischen Drohnenangriffs in einem Flüchtlingslager im November 2022. Mohamed-Lamin kritisierte Länder, die mit Marokko Handel treiben und deren handelsgüter ursprünglich aus der Westsahara stammen, und schrieb unter anderem einen offenen Brief an Neuseeland über den Kauf von Phosphatgestein von der marokkanischen Regierung. Mohamed-Lamin forderte Marokko auf, den Siedlungsplan von 1991 einzuhalten, der ein Referendum für die Sahrauis in der Westsahara versprach, um entweder ein autonomer Teil Marokkos oder ein unabhängiger Staat zu werden. Sie erklärte, dass die Sahrauis nicht Marokkaner sein wollten und beschrieb die Kultur der Sahrauis in ihrem Unterschied im Vergleich zu der marokkanischen Kultur. Mohamed-Lamin erkannte eine herausragende Rolle der Frauen bei der Gründung eines unabhängigen Westsahara-Staates und verwies auf ihre führende Rolle bei der Errichtung und Instandhaltung von Flüchtlingslagern seit 1975.
2023 lebt Mohamed-Lamin noch immer mit ihren Kindern im Lager Smara.

## Anerkennung
Mohamed-Lamins Artikel wurden international von The National Interest und Stuff veröffentlicht.
2023 wurde sie von der BBC als eine der 100 Frauen in Anerkennung ihres Einsatzes für Frauen- und Umweltrechte benannt.